# 羽島市立足近小学校
羽島市立足近小学校 （はしましりつ あぢかしょうがっこう）は、岐阜県羽島市にある公立小学校。

## 通学区域
- 通学区域は足近町1-4丁目、足近町5丁目の一部、足近町6・7丁目、足近町市場、足近町北宿1-3丁目、足近町北宿、足近町小荒井1-3丁目、足近町小荒井、足近町坂井、足近町直道、足近町南宿であり、足近町のほぼ全域である。公立中学校の進学先は羽島市立羽島中学校である[1]。

## 沿革
- 1873年（明治6年） - 鳩巣義校が開校。南宿村、市場村、北宿村、直道村、坂井村、小荒井村、南之川村の児童が通学。
- 1877年（明治10年） - 鳩巣義校から南之川村が離脱。
- 1878年（明治11年） - 足近学校に改称する。
- 1886年（明治19年） - 現在地に移転。南宿尋常小学校に改称する。
- 1891年（明治24年） - 濃尾地震で校舎が倒壊（翌年再建）。
- 1897年（明治30年） - 南宿村、市場村、北宿村、直道村、坂井村、小荒井村、南之川村が合併し、足近村が発足。足近尋常小学校に改称する。
- 1918年（大正7年） - 足近尋常高等小学校に改称する。
- 1941年（昭和16年） - 足近国民学校に改称する。
- 1947年（昭和22年） - 足近村立足近小学校に改称する。
- 1954年4月1日 - 正木村、足近村、小熊村、竹ヶ鼻町、上中島村、下中島村、江吉良村、堀津村、福寿村、桑原村が合併し羽島市が発足。同時に羽島市立足近小学校に改称する。
- 1976年（昭和51年） - 校舎（鉄筋コンクリート造）が完成。
- 1979年（昭和54年） - 体育館、プールが完成。